# George Mackey
George Whitelaw Mackey (St. Louis (Missouri), 1 de fevereiro de 1916 — Belmont (Massachusetts), 15 de março de 2006) foi um matemático estadunidense.
Mackey obteve o Bachelor of Arts na Universidade Rice em 1938 e o Ph.D. na Universidade Harvard em 1942, orientado por Marshall Harvey Stone. Em 1943 trabalhou no Departamento de Matemática da Universidade Harvard, sendo indicado Professor da Cátedra Landon T. Clay de Matemática e Ciência Teórica em 1969, onde permaneceu até aposentar-se em 1985.

## Obras
- Mathematical Foundations of Quantum Mechanics[1] (Dover Books on Mathematics) ISBN 0-486-43517-2
- Unitary Group Representations in Physics, Probability, and Number Theory, 402 pages, Benjamin–Cummings Publishing Company (1978), ISBN 0-8053-6703-9[2]
- The theory of Unitary Group Representations (Chicago Lectures in Mathematics) University Of Chicago Press (August 1, 1976) ISBN 0-226-50051-9[3]
- Induced representations of groups and quantum mechanics, Publisher: W. A. Benjamin (1968)
- Mathematical Problems of Relativistic Physics (Lectures in Applied Mathematics Series, Vol 2) by I. E. Segal, George Whitelaw Mackey, Publisher: Amer Mathematical Society (June 1967) ISBN 0-8218-1102-9
- Lectures on the theory of functions of a complex variable Publisher: R. E. Krieger Pub. Co (1977) ISBN 0-88275-531-5